# Maggie Cheung
Maggie Cheung Man-yuk (張曼玉; Zhāng Mànyù) (født 10. september 1964 i Hongkong) er en hongkongkinesisk skuespiller. Hun tilbragte en stor del af sin barndom Storbritannien, og taler flydende engelsk. I 1983 kom hun på andenpladsen i skønhedskonkurrencen "Miss Hong Kong", og var senere det år semifinalist i Miss World. Samme år påbegyndte hun sin filmkarriere og har siden medvirket i over 80 spillefilm og vundet mange kineiske filmpriser for sit skuespillertalent.
Cheung var gift med den franske filmskaber Olivier Assayas fra 1998-2001.
Efter 25 år i filmkarrieren har Cheung i 2007 besluttet sig for i stedet at bruge sine kreative evner på at komponere filmmusik og at male. Hun hun vil dog fortsat have komiske og ualvorlige roller.

## Filmografi
- Clean (film) (2004)
- 2046 (2004)
- Hero (2002)
- In the Mood for Love (2000)
- Augustin, King of Kung-Fu (2000)
- Sausalito (2000)
- Chinese Box (1998)
- The Soong Sisters (1997)
- Irma Vep (1996)
- Comrades: Almost a Love Story (1996)
- Ashes of Time (1994)
- In Between (1994)
- Mad Monk (1993)
- First Shot (1993)
- Executioners (1993)
- Boys are Easy (1993)
- Flying Dagger (1993)
- The Eagle Shooting Heroes (1993)
- Enigma of Love (1993)
- Green Snake (1993)
- Holy Weapon (1993)
- The Heroic Trio (1993)
- The Bare-Footed Kid (1993)
- Millionaire Cop (1993)
- Police Story 3 (1992)
- Twin Dragons (1992)
- Moon Warriors (1992)
- What a Hero! (1992)
- New Dragon Gate Inn (1992)
- True Love (1992)
- All's Well, Ends Well (1992)
- Rose (film) (1992)
- Centre Stage (1991)
- Alan & Eric - Between Hello & Goodbye (1991)
- Will of Iron (1991)
- The Perfect Match (1991)
- Today's Hero (1991)
- Days of Being Wild (1991)
- Red Dust (1990)
- Farewell China (1990)
- Dragon From Russia (1990)
- Song of the Exile (1990)
- Heart into Hearts (1990)
- Full Moon in New York (1990)
- Doubles Cause Troubles (1989)
- The Iceman Cometh (1989)
- In Between Loves (1989)
- My Dear Son (1989)
- The Bachelor's Swan-Song (1989)
- Hearts No Flowers (1989)
- A Fishy Story (1989)
- Little Cop (1989)
- Last Romance (1988)
- Faithfully Yours (1988)
- The Game They Call Sex (1988)
- The Nowhereman (1988)
- Police Story 2 (1988)
- How to Pick Up Girls (1988)
- Moon, Star, Sun (1988)
- Mother vs. Mother (1988)
- As Tears Go By (1988)
- Double Fattiness (1988)
- Paper Marriage (1988)
- Love Soldier of Fortune (1988)
- Call Girl '88 (1988)
- Project A Part 2 (1987)
- The Romancing Star (1987)
- Heartbeat 100 (1987)
- Sister Cupid (1987)
- The Seventh Curse (1986)
- Happy Ghost 3 (1986)
- Lost Romance (1986)
- It's a Drink, It's a Bomb (1985)
- Police Story (1985)
- Modern Cinderella (1985)
- Behind the Yellow Line (1984)
- Prince Charming (1984)

## Priser
- Berlin International Film Festival
  - Best Actress of Silver Berlin Bear for Centre Stage 阮玲玉 (1992)
- Cannes Film Festival
  - Best Actress for Clean (film) (2004)
- Golden Horse Film Festival and Awards
  - Best Actress of Golden Horse Award for In the Mood for Love 花樣年華 (2000)
  - Best Actress of Golden Horse Award for Comrades: Almost a Love Story 甜蜜蜜 (1996)
  - Best Actress of Golden Horse Award for Centre Stage 阮玲玉 (1991)
  - Best Supporting Actress of Golden Horse Award for Red Dust 滾滾紅塵 (1990)
  - Best Actress of Golden Horse Award for Full Moon in New York 人在紐約 (1989)
- Hawaii International Film Festival
  - Award for Achievement in Acting
- Hong Kong Film Awards
  - Best Actress of Hong Kong Film Award for In the Mood for Love 花樣年華 (2001)
  - Best Actress of Hong Kong Film Award for The Soong Sisters 宋家皇朝 (1998)
  - Best Actress of Hong Kong Film Award for Comrades: Almost a Love Story 甜蜜蜜 (1996)
  - Best Actress of Hong Kong Film Award for Centre Stage 阮玲玉 (1992)
  - Best Actress of Hong Kong Film Award for Farewell China 愛在他鄉的季節 (1991)
  - Best Actress of Hong Kong Film Award for A Fishy Story 不脫襪的人 (1989)
- Hong Kong Film Critics Society Awards
  - Best Actress of HKFCS Award for Comrades: Almost a Love Story 甜蜜蜜 (1996)